# Холодноярская республика
Холодноярская республика (укр. Холодноярська республіка) — провозглашённое на территории бывшей Российской империи в Чигиринском уезде Киевской губернии, в районе лесного массива Холодный Яр (ныне Чигиринский район Черкасской области Украины), повстанческое государственное образование, формально входившее в состав Украинской Народной Республики, но действовавшее самостоятельно от ЦР, и существовавшее во времена Гражданской войны с 1918 по 1922 год. Отдельные группы Ивана Черноусова сражались с Красной армией до конца 1925 года.

## История создания

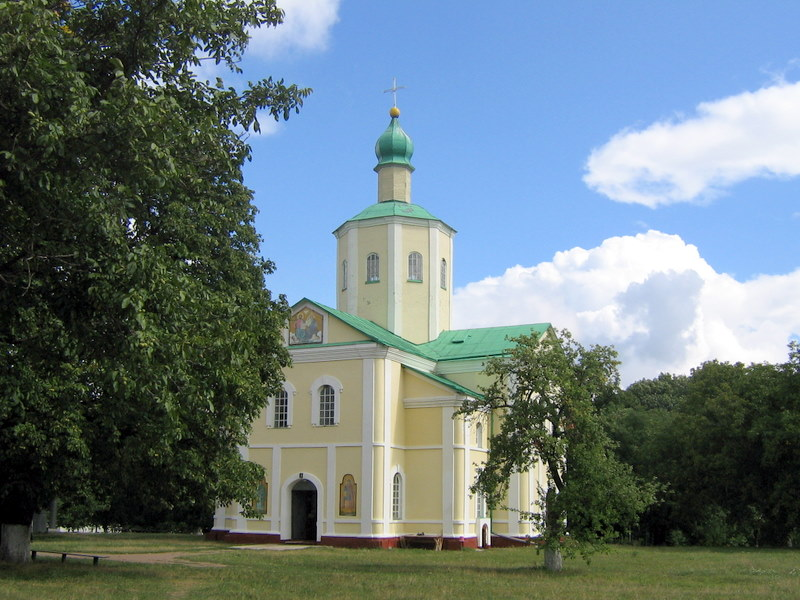
Троицкая церковь Мотронинского монастыря

Во время Гражданской войны 1918—1922 годов на территории современной Украины было образовано большое количество территориальных образований. Одним из них являлась Холодноярская Республика.
С 1918 по 1922 годы в районе лесного массива Холодный Яр действовали повстанческие отряды, которые вели партизанскую войну как против деникинских войск, так и против большевиков. В это время здесь была провозглашена Холодноярская Республика (в составе около 25 близлежащих сёл), имевшая своё самоуправление и свои вооружённые отряды.
Первый отряд повстанцев был сформирован на территории Мотронинского монастыря, где с 1918 года находился штаб Холодноярской республики. Первый вооружённый отряд для охраны сокровищ Мотронинского монастыря и родного села Мельники сформировал Алексей Чучупак. Но после поражения в бою с немцами односельчане обратились к его брату Василию, бывшему учителю, вернувшемуся с Первой мировой войны прапорщиком, чтобы он стал атаманом.

## Вооруженные силы
Общая численность войск повстанцев составила около 30 тыс. человек. Периодически численность менялась в зависимости от успехов военных действий.

## Боевые действия на территории республики
В скором времени отдел самообороны перерос в полк гайдамаков Холодного Яра, который с февраля 1919 года активно выступил в поддержку Директории.
10 апреля 1919 года началось восстание «против коммуны и Советской власти за независимость». Лозунг повстанцев был «Свобода Украины или смерть» (укр.: «Воля України — або смерть»).
В 1919—1920 полк повстанцев Холодного Яра успешно воевал против белогвардейцев, в частности, в начале января 1920 года принимал участие во взятии Черкасс. Организационно подчинялся атаману Херсонщины и Екатеринославщины Андрею Гулому-Гуленко.
В феврале 1920 года полк гайдамаков Холодного Яра взаимодействовал с Армией УНР, которая осуществляла Первый Зимний поход. 12 февраля в Медведевке командующим Армией УНР Михаилом Омельяновичем-Павленко было созвано совещание командиров и начальников штабов дивизий Зимнего похода. В совещании приняли участие Юрий Тютюнник, атаманы Александр Загродский, Гулый-Гуленко, Василий и Пётр Чучупаки.
В марте 1920 года Степная дивизия под командованием Костя Блакитного  повела удачное наступление на Чигирин. Остановилась дивизия в Холодном Яру, где соединилась с Холодноярскими вооружёнными силами. Общая численность войск повстанцев составила около 30 тыс. человек.
Весь 1920 год центром Приднепровского повстанчества остаётся Холодный Яр. После смерти Василия Чучупака Главным атаманом Холодноярской республики становится его сподвижник И. Деркач — Чернота. Первенство Холодного Яра признают атаманы Киевской губернии: Мамай — Я. Щирица, Орлик — Ф. Артёменко, Голик — М. Зализняк, Голый, Хмара, Завгородний, Чёрный, Яблочко, Яровой, Грызло, Полуденко, Нагорный, Деркач, Кикоть, Товкач, Кваша, Гонта и ещё с десяток более мелких атаманов. В августе 1920 года Холодный Яр становится центром восстания, в котором участвовало до 25 тысяч крестьян юга Киевской губернии, запада Полтавской губернии и севера Херсонской губернии. Все мужское население мятежных сёл, иногда только лишь с вилами и косами, выступило против пушек и пулемётов РККА. К повстанцам присоединились дезертиры из Красной Армии. Особенно упорные бои проходили за станции Бобринская, Каменка, Цыбулево.
10 сентября 1920 года повстанцы-петлюровцы (Златопольский, Холодноярский и Приднепровский повстанческие курени: 2 тысячи штыков и сабель при 13 пулемётах, 2 орудиях) захватили город Черкассы. Тогда же атаман Нагорный (500 бойцов) штурмует Золотоношу, а атаман Хмара (500 бойцов) ворвался в Чигирин. Только с 18 сентября Красная Армия, собрав до 20 тысяч войск, провела наступление на район Холодный Яр — Чигирин — Черкассы. 24 сентября красные захватили Мотронинский монастырь — штаб восстания. Но несмотря на то, что красным удаётся вернуть Черкассы, под городом в октябре 1920 года осталось до 3 тысяч повстанцев, при 20 пулемётах и 6 орудиях, которые взяли город в осаду. Повстанцам удаётся ещё один раз ворваться в Черкассы.
24 сентября 1920 года в Медведевке, где когда-то началась Колиивщина, состоялось совещание холодноярских атаманов, в ней приняли участие командиры Степной Дивизии, атаманы других регионов. На этом совещании Костя Блакитного избрали Главным атаманом всех повстанческих отрядов Холодного Яра и окраин. Но уже в октябре 1920 года Блакитный сложил с себя полномочия Главного атамана Холодного Яра и отправился в Екатеринославскую губернию во главе Степной дивизии, где большевики начали карательные операции и откуда родом было большинство его бойцов. Силы повстанцев разделились, что немедленно отразилось на их боеспособности.
Только к концу октября 1920 года восстание было разгромлено значительно превосходящими силами красных. В августе 1921 года в Холодный Яр пытался прорваться Махно с остатками своего войска, но вынужден был повернуть на юго-запад под ударами чапаевской дивизии красных.

## Разгром Холодного Яра
Последним из Главных атаманов Холодного Яра, выбранным на общем съезде представителей, был атаман Герасим Нестеренко-Орел.
Одним из этапов спецоперации ЧК по ликвидации Холодноярской республики стала амнистия, которую обещали тем повстанцам, которые сдадутся добровольно.
4-го августа 1921 на амнистию поддались: голова Холодноярского окружного штаба Иван Петренко, атаманы Деркач, Василенко, Олекса Чучупак, С. Чучупак, Товкаченко (Товкач), Тёмный, Литвиненко, Пинченко и ещё более 20 атаманов и 76 человек охраны. После этого амнистированные обратились с письмом к атаманам Хмаре, Загороднему, Зализняку, предлагая остановить борьбу и перейти на сторону Советской власти.
Большевики планировали ликвидацию амнистированных атаманов, но не осмеливались сделать это до ноября, когда было решено ликвидировать весь повстанческий элемент в районе Холодного Яра.
«Поддавшихся на амнистию бандитов националистической окраски поначалу ни в коем случае не расстреливать и не брать под стражу, а наоборот, после тщательной проверки привлекать к работе в соворганах…» 
И в конце этого же указа:
«…Амнистированных главарей отправлять в Харьков якобы для дальнейшего осведомления, и только там после допросов уничтожать».
Репрессии стали основным способом борьбы с повстанчеством. Повстанцев и кулаков, которые помогали повстанцам, выселяли. У них конфисковывалась собственность, инвентарь и запасы продовольствия. Всех работоспособных направляли в трудовые части, нетрудоспособных размещали в городах.
Атаманы Холодного Яра и Чёрного Леса имели большой авторитет и поддержку у местного населения. В связи со сложностью борьбы против повстанческих отрядов в ЧК разработали спецоперацию по нейтрализации и захвату холодноярских лидеров по типу операции «Трест».
Непосредственным руководителем операции был Е. Г. Евдокимов, который после успешно проведённой операции против рейда Юрия Тютюнника стал начальником особого отдела ВЧК. В конце марта 1922 года разработка операции была полностью закончена. Идея была проста: под видом объединения повстанцев создавалась «Черноморская повстанческая группа» с командованием и штабом для координации действий всех повстанческих отрядов района. Вводилась весьма жёсткая дисциплина, предусматривавшая в случае неисполнения приказов жёсткие меры наказания, вплоть до расстрела. Причём повстанцы должны были сами уничтожать своих товарищей, не исполнявших приказов «Группы».
Чекисты перехватили направлявшихся в Холодный Яр из Польши полковника Трофименко и сотника Терещенко. Трофименко в своё время был членом Военного комитета Центральной Рады, в 1918 году его назначили военным комендантом Елисаветграда, во время восстания против гетмана Скоропадского он был командиром повстанческого отряда, а затем — штабным работником в армии УНР, — таким образом, он был известен и имел авторитет в соответствующих кругах. Историк Роман Коваль в своей книге «Атамани гайдамацького краю» указывал, что Терещенко был завербован чекистами ещё в апреле 1921 года. Учитывая то, что в штабе Тютюнника было несколько украинских офицеров, работавших на ЧК, в том числе Заярный, Снегирёв, а возможно, и начальник личной контрразведки Петлюры, полковник Чеботарёв (польская контрразведка арестовывала его по подозрению в сотрудничестве с ЧК). Коваль предполагает, что и Трофименко, и Терещенко были завербованы не в апреле 1921 года, а намного раньше.
В целях конспирации Трофименко стал «командующим Черноморской повстанческой группы» под псевдонимом «полковник генштаба Гамалий». Начальником штаба группы чекисты назначили Терещенко, псевдоним — «сотник Завирюха».
Операция имела  три этапа:
1. Выход на одного из атаманов «Холодного Яра», который имел влияние на других, и убедить их в существовании выдуманной в недрах ЧК «Черноморской повстанческой группы».
2. Пользуясь достигнутым, нейтрализовать действия повстанцев и, опираясь на приказ Петлюры, заставить повстанцев отказаться от активных действий.
3. Заманить атаманов в засаду и захватить основных командиров холодноярской группы войск.

На 30 сентября 1922 был назначен «съезд для принятия плана движения и других вопросов» в Звенигородке. 26-го Денис Гупало, Мефодий Голик-Зализняк, Олекса Добровольский, Василь Ткаченко прибыли к атаману Лариону Завгороднему. Чекист «сотник Завирюха» обещал атаманам встречу с генерал-хорунжим Андреем Гулым-Гуленко, командующим Южной повстанческой группой войск, и полковником Гамалием. К тому времени Гулый-Гуленко уже был арестован. В Звенигородцев всех атаманов арестовали без единого выстрела.
Чекисты и «сотник Завирюха» на протяжении 1922—1923 годов провели остальную зачистку территории Чёрного леса и Холодного Яра.
Холодноярская республика просуществовала с 1918 по 1922 г. — дольше, чем все остальные очаги сопротивления большевикам на Украине.
8 февраля 1923 Завгороднего, Гупала, Голика-Зализняка, Компанийца, Ткаченко, Здобудь-Волю, Ляшенко, Яковенко, Дробатковского приговорили к расстрелу, а Леонид Мушкет получил десять лет.
Холодноярских атаманов и их казаков содержали вместе, в камере № 1 Лукьяновской тюрьмы. Поскольку в камере содержались только смертники, на прогулку их не выводили и дверь камеры открывали редко.
9 февраля 1923 в Лукьяновской тюрьме состоялся бой заключенных холодноярцев с красными, в результате которого представители основных повстанческих сил погибли.
Группы Ивана Черноусова действовали в центральной Украине до 1925 года, помогали голодающим мешая большевикам увозить продовольствие, совершали диверсии на железных дорогах, в ответ на политику СССР по отношению к селу убивали красных командиров, пока подполье не было уничтожено в ходе спецопераций ОГПУ. 
В советских архивах нет никаких сведений о смерти атамана Черноусова.

## Интересные факты
- Только в 2016 году Апелляционный суд Киевской области реабилитировал атаманов Холодного Яра признав их вклад в борьбу за независимость Украины [1].

## Художественная литература и кино
- «Холодный Яр» (1926), документальный роман Юрия Голиса-Горского[2]
- «Оккупация» (2015), фильм, режиссёр Валериу Жереги.
- Роман «Чёрный ворон» писателя Василя Шкляра[3].
- Фильм «Чёрный ворон»[4].